# Quattro suite per orchestra

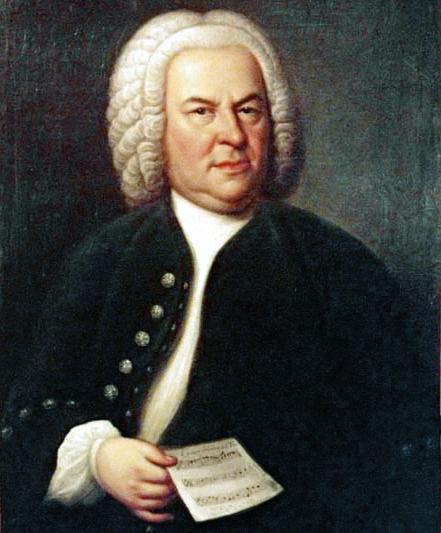
Johann Sebastian Bach.

Le suite orchestrali BWV 1066-1069 (chiamate ouverture dal loro autore), sono quattro composizioni di Johann Sebastian Bach.

## Storia
Le suite per orchestra sono introdotte da un ampio pezzo in stile francese (la cosiddetta ouverture francese) suddiviso, come da tradizione, in tre sezioni: la prima è costituita da ritmi puntati, arpeggi e numerosi abbellimenti, mentre la seconda è un tema fugato; la terza, talvolta omessa dai compositori (ma non da Bach in queste quattro suite), è la ripetizione della prima parte con alcune modifiche.
Dopo il primo movimento, che è sempre quello più lungo, le composizioni non seguono il classico schema della suite barocca, formata da allemanda, corrente, sarabanda e giga, ma comprendono diverse altre danze, tutte di dimensioni minori rispetto al movimento iniziale.
Le quattro composizioni sono:
- Suite n° 1 in do maggiore BWV 1066.
- Suite n° 2 in si minore BWV 1067.
- Suite n° 3 in re maggiore BWV 1068.
- Suite n° 4 in re maggiore BWV 1069.

Un tempo era compresa anche una quinta suite, in sol minore e catalogata come BWV 1070. I musicologi, tuttavia, ne hanno successivamente attribuito la paternità a un compositore sconosciuto o a Wilhelm Friedemann Bach. Un'altra ouverture, in mi minore, è forse di Johann Bernhard Bach.
Data la grande capacità lavorativa di Johann Sebastian, e considerato che compose musica profana sia per la corte di Cöthen che per il Collegium Musicum di Lipsia, è molto probabile che, originariamente, le suite orchestrali fossero molte di più, ma che gran parte di esse siano andate perdute.
Le parti separate delle varie suite indicano spesso la presenza di più versioni degli stessi pezzi, destinate a gruppi di piccole dimensioni o a formazioni di strumentisti più numerose. I numerosi interventi a matita, fatti dagli orchestrali, confermano che le suite vennero eseguite numerose volte, probabilmente sotto la direzione dello stesso Bach.

## Struttura

### Suite n° 1 in do maggiore BWV 1066
1. Ouverture.
2. Corrente.
3. Gavotta I e II.
4. Furlana.
5. Minuetto I e II.
6. Bourrée I e II.
7. Passepied I e II.

Fonti:
- Manoscritto di Johann Mederitsch risalente alla fine del XVIII secolo o all'inizio del XIX, conservato presso il Dom-Musikarchiv di Salisburgo; manoscritto di Johann Mederitsch, risalente all'inizio del XIX secolo, conservato presso la Biblioteca di Stato di Berlino; manoscritto di copista sconosciuto, risalente a prima del 1831, conservato presso la Biblioteca nazionale austriaca di Vienna; tre manoscritti di anonimo, databili intorno alla metà del XVIII o poco dopo, conservati presso la Biblioteca di Stato di Berlino; manoscritto di anonimo conservato presso la Universität der Künste di Berlino; manoscritto realizzato a quattro mani da Carl Gotthelf Gerlach, Johann Christian Köpping, Christian Gottlob Meißner e copista anonimo, risalente forse al 1724, conservato presso la Biblioteca di Stato di Berlino; manoscritto di Johann August Patzig, datato intorno al 1800, conservato presso la Biblioteca di Stato di Berlino.

Organico: oboe I e II, fagotto, violino I e II, viola e basso continuo.
L'epoca di composizione della prima suite non è chiara. Alcuni studiosi, in base a considerazioni stilistiche, la collocano durante i primi anni della permanenza di Bach alla corte di Cöthen, intorno al 1719. Altri, invece, come il musicologo Henry Schmidt, la datano non prima del 1725. Questa post-datazione è basata sul fatto che l'opera sarebbe stata realizzata sulla falsariga del corale Dir, dir, Jehovah, will ich singen BWV 299, presente nel Piccolo libro di Anna Magdalena Bach del 1725, tenendo presente che molte volte Bach riutilizzò musica sacra per scopi profani, ma non riutilizzò mai musica profana per scopi sacri.
Secondo Alberto Basso, invece, le somiglianze col corale BWV 299 sono del tutto casuali e la suite è collocabile intorno al 1718. La suite venne pubblicata per la prima volta dall'editore Peters di Lipsia nel 1853.

### Suite n° 2 in si minore BWV 1067
1. Ouverture.
2. Rondò.
3. Sarabanda.
4. Bourrée I e II.
5. Polonaise e Double.
6. Minuetto.
7. Badinerie.

Fonti:
- Fonte principale: manoscritto realizzato da Johann Sebastian Bach e da altri tre copisti sconosciuti, realizzato intorno al 1738-1739 e conservato presso la Biblioteca di Stato di Berlino.
- Altre fonti: manoscritto di copista sconosciuto, databile dopo il 1872, conservato presso il Conservatorio Reale di Bruxelles; manoscritto di copista sconosciuto, databile intorno al 1768, conservato presso la Biblioteca di Stato di Berlino; manoscritto di Samuel Hering, realizzato fra il 1777 e il 1780, conservato presso la Biblioteca di Stato di Berlino; manoscritto di Anton Werner, realizzato nel 1839 e conservato presso la Biblioteca di Stato di Berlino; manoscritto di Johann Heinrich Michel, databile intorno al 1790, conservato presso la Biblioteca di Stato di Berlino; manoscritto realizzato da Christian Friedrich Penzel intorno al 1754 e conservato presso la Biblioteca di Stato di Berlino; manoscritto di Johann August Patzing, realizzato all'inizio del XIX secolo e conservato presso la Biblioteca di Stato di Berlino; due manoscritti di Otto Carl Philipp von Voß, realizzati nella prima metà del XIX secolo e conservati presso la Biblioteca di Stato di Berlino; manoscritto di copista sconosciuto, realizzato nella seconda metà del XVIII secolo e conservato presso la Biblioteca di Stato di Berlino; manoscritto del XIX secolo di Franz Xaver Gleichauf conservato presso il Bach-Archiv di Lipsia; manoscritto del XIX secolo di Amadeus Eduard Anton Henschke conservato presso la Bodleian Library di Oxford; manoscritto di Johann Christian Bach, datato 23 ottobre 1748, di proprietà di un privato.

Organico: flauto traverso, violino I e II, viola e basso continuo.
La seconda suite è collocabile cronologicamente intorno al 1721, anche se alcuni la datano addirittura a dopo il 1730. Secondo Joshua Rifkin la composizione si baserebbe su una precedente versione in la minore, con un violino al posto del flauto traverso. Gonzalo Ruiz, invece, sostiene che lo strumento originario fosse l'oboe, in quanto un ipotetico violino sarebbe stato sottoutilizzato (poiché la corda del sol non verrebbe praticamente mai suonata), mentre l'estensione richiesta è esattamente quella dell'oboe barocco.
La suite venne pubblicata per la prima volta dall'editore Peters di Lipsia nel 1853.

### Suite n° 3 in re maggiore BWV 1068
1. Ouverture.
2. Aria.
3. Gavotta I e II.
4. Bourrée.
5. Giga.

Fonti:
- Fonte principale: manoscritto realizzato da Johann Sebastian Bach, Carl Philipp Emanuel Bach e Johann Ludwig Krebs intorno al 1730, conservato presso la Biblioteca di Stato di Berlino.
- Altre fonti: manoscritto di copista sconosciuto, conservato presso la Biblioteca Reale di Bruxelles; tre manoscritti di copista sconosciuto, dei quali uno collocabile nella prima metà del XVIII secolo, uno intorno al 1735 e uno intorno al 1768, conservati presso la Biblioteca di Stato di Berlino; manoscritto di copista sconosciuto, conservato presso la Universität der Künste di Berlino; manoscritto di Anton Werner, realizzato nel 1839 e conservato presso la Biblioteca di Stato di Berlino; due manoscritti di Christian Friedrich Penzel, databili alla seconda metà del XVIII secolo, conservati presso la Biblioteca di Stato di Berlino; manoscritto di Georg Bünte, realizzato nel XIX secolo e conservato presso la Biblioteca di Stato di Berlino; due manoscritti di Johann August Patzig, databili alla prima metà del XIX secolo e conservati presso la Biblioteca di Stato di Berlino; manoscritto di copista sconosciuto conservato presso la Sächsische Landesbibliothek di Dresda; manoscritto di Franz Xaver Gleichauf, realizzato nel XIX secolo e conservato presso il Bach-Archiv di Lipsia; manoscritto di copista sconosciuto conservato presso il Rudorff-Archiv Lauenstein di Salzhemmendorf; due manoscritti realizzati a quattro mani da Felix Mendelssohn e da copista sconosciuto, databili alla prima metà del XIX secolo e conservati presso la Bodleian Library di Oxford; manoscritto di copista sconosciuto, realizzato prima del 1838 e conservato presso la Biblioteca Universitaria di Varsavia.

Organico: tromba I, II e III, timpani, oboe I e II, violino I e II, viola e basso continuo.
La terza suite è collocabile fra gli ultimi anni di Bach alla corte di Cöthen e i primi anni a Lipsia.
Il secondo movimento è impropriamente conosciuto con il nome di Aria sulla quarta corda e si differenzia dal resto della suite in quanto è l'unico movimento nel quale l'organico comprende esclusivamente strumenti ad arco. Il nome Aria sulla quarta corda non è di Bach, ma deriva da una trasposizione del violinista tedesco August Wilhelmj, il quale portò la composizione da re maggiore a do maggiore e la abbassò di un'ottava, in modo da poterla suonare tutta sulla quarta corda del violino. Gli arrangiamenti di questo movimento sono stati utilizzati come sigla per le varie serie documentaristiche del programma televisivo Quark, condotte dal giornalista Piero Angela, e si ritrovano anche tra gli esempi di file audio MIDI del CD di installazione di alcune schede audio prodotte da Creative Technology. Uno studio della ricezione italiana dell'Aria rivela l'importanza della "sigla di Quark" per il pubblico italiano, e la presenza di questo brano nelle pubblicità e nella cultura pop italiane.
La suite venne pubblicata per la prima volta dall'editore Peters di Lipsia nel 1853.

### Suite n° 4 in re maggiore BWV 1069
1. Ouverture.
2. Bourrée I e II.
3. Gavotta.
4. Minuetto I e II.
5. Réjouissance.

Fonti:
- Manoscritto di Anton Werner, realizzato nel 1839 e conservato presso la Biblioteca di Stato di Berlino; due manoscritti realizzati da Christian Friedrich Penzel intorni al 1755, conservati uno presso la Biblioteca di Stato di Berlino e l'altro in una collezione privata; manoscritto di copista sconosciuto, risalente alla metà del XVIII secolo e conservato presso la Biblioteca di Stato di Berlino; manoscritto del XIX secolo di Franz Xaver Gleichauf conservato presso il Bach-Archiv di Lipsia.

Organico: oboe I, II e III, fagotto, tromba I, II e III, timpani, violino I e II, viola e basso continuo.
L'ultima suite orchestrale è collocabile fra gli ultimi anni di Bach alla corte di Cöthen e i primi anni a Lipsia. Per lungo tempo l'opera venne considerata spuria. Tuttavia, nel 1873, Philipp Spitta riconobbe che il coro introduttivo della cantata Unser Mund sei voll Lachens BWV 110, eseguita per la prima volta a Lipsia il 25 dicembre 1725, è fortemente basato sul primo movimento della suite, permettendone così il riconoscimento della paternità.
La suite venne successivamente pubblicata dall'editore Peters di Lipsia nel 1881.